# Rue Lefrancq
Pour les articles homonymes, voir Lefrancq.
La rue Lefrancq (en néerlandais : Lefrancqstraat) est une rue bruxelloise de la commune de Schaerbeek qui va de la rue des Palais à la chaussée de Haecht en passant par la rue de la Poste et la rue Royale Sainte-Marie.

## Histoire et description
La rue porte le nom d'un ancien échevin schaerbeekois (1864-1867), Prosper Lefrancq, né à Bruxelles le 7 mars 1808 et décédé à Bruxelles le 8 juillet 1867.
La numérotation des habitations va de 7 à 83 pour le côté impair et de 2 à 92 pour le côté pair.

## Adresses notables
- no 47 : Maison aujourd'hui disparue de Germaine Guérin Dirique, membre d'un des tout premiers réseaux de résistance belge. Le 47 servait de cache pour les soldats britanniques et belges à exfiltrer vers l'Angleterre, jusqu'à l'arrestation de G. Guérin le 15 décembre 1940.
- no 71 : Maison Michel de Ghelderode